# Bob Huggins
Robert Edward Huggins, detto Bob (Morgantown, 21 settembre 1953), è un ex cestista e allenatore di pallacanestro statunitense.
Dal 2022 è membro del Naismith Memorial Basketball Hall of Fame in qualità di allenatore.

## Palmarès
- Naismith Memorial Basketball Hall of Fame (2022)
- Jim Phelan National Coach of the Year Award (2017)